# Iwan Towtschenik
Iwan Towtschenik (* 19. Juli 1999) ist ein kasachischer Leichtathlet, der sich auf den Stabhochsprung spezialisiert hat.

## Sportliche Laufbahn
Erste internationale Erfahrungen sammelte Iwan Towtschenik im Jahr 2018, als er bei den Juniorenasienmeisterschaften in Gifu mit 6644 Punkten den vierten Platz im Zehnkampf belegte. 2023 gelangte er dann bei den Hallenasienmeisterschaften in Astana mit übersprungenen 5,25 m auf Rang vier im Stabhochsprung. Im Juli siegte er mit 5,20 m beim Qosanov Memorial und belegte anschließend bei den Asienmeisterschaften in Bangkok mit 5,01 m den neunten Platz. Ende September gelangte er bei den Asienspielen in Hangzhou mit 5,15 m auf Rang zehn.
In den Jahren 2019 und 2023 wurde Towtschenik kasachischer Meister im Stabhochsprung im Freien sowie 2019 und von 2021 bis 2023 in der Halle.

## Persönliche Bestleistungen
- Stabhochsprung: 5,20 m, 7. Juli 2019 in Almaty
  - Stabhochsprung (Halle): 5,40 m, 30. Januar 2021 in Öskemen